# Dmitri Apanasenko
Dmitri Borissovitch Apanasenko (en russe : Дмитрий Борисович Апанасенко, né le 17 juillet 1967 à Oussolie-Sibirskoïe) est un joueur de water-polo russe.
Il participe aux Jeux olympiques de Séoul en 1988 pour l'URSS et à ceux de Barcelone en 1992 pour la CEI, remportant lors de ces deux Jeux la médaille de bronze. Il fait aussi partie de la sélection russe terminant cinquième des Jeux olympiques d'Atlanta en 1996.